# Harjan Visscher
Harjan Visscher (Kampen, 1997) is een Nederlands korfballer. Hij speelt in de Korfbal League voor LDODK. In teamverband won Visscher 1 Nederlandse veldtitel (DOS'46 in 2019), 1 Nederlandse zaaltitel (Fortuna in 2022) en 1 Supercup (2019).
Daarnaast is Visscher sinds 2017 een speler van het Nederlands korfbalteam. Hij won al zes gouden plakken in dienst van Oranje.

## Spelerscarrière

### Begin
Visscher begon met korfbal bij Wit-Blauw uit Kampen.
Om op het hoogste Nederlandse niveau te spelen, verruilde Visscher in de jeugd van club. Hij ging van Wit-Blauw naar DOS'46 uit Nijeveen in 2013.

### DOS'46
Visscher speelde bij DOS'46 in de A-jeugd. In 2014, op 17-jarige leeftijd, maakte hij zijn debuut in de hoofdmacht van DOS'46. Op dat moment speelde DOS'46 in de Hoofdklasse nadat het in 2012 uit de Korfbal League was gedegradeerd. DOS wilde zo snel mogelijk weer terug op het hoogste niveau en schakelde in 2014 de hulp in van oud speler-coach Daniël Hulzebosch en jonge talentvolle spelers zoals Jelmer Jonker en Visscher.

In 2014-2015, het eerste seizoen van Visscher in het eerste team, werd het team kampioen in de Hoofdklasse. Echter werd er in de hoofdklasse finale verloren van AW.DTV. Directe promotie naar de Korfbal League was daardoor verloren, maar de ploeg greep de tweede kans met beide handen aan. In de play-downs won DOS'46 in 2 wedstrijden van OVVO, waardoor het alsnog terug promoveerde naar de KL.
Seizoen 2015-2016 was dan ook het Korfbal League debuut van Visscher. In dit seizoen was Visscher meteen basisspeler en profileerde zich meteen als scorende heer. Uiteindelijk maakte hij 68 goals in zijn eerste league seizoen en werd hiermee achter Jelmer Jonker de tweede scorende heer van de ploeg.
Seizoen 2016-2017 was voor Visscher een nog beter seizoen. Hij maakte precies 100 goals en was hiermee de topscoorder van DOS'46.
In seizoen 2018-2019 stond DOS'46 in de veldcompetitie in de finale. Het speelde in de finale tegen LDODK en zodoende was de veldfinale een Derby van het Noorden. In deze finale was DOS'46 met 18-14 te sterk. Hierdoor pakte DOS'46 de veldtitel van 2019.
Zaalseizoen 2019-2020 liep uit op een teleurstelling voor DOS'46. De ploeg was lang in de race voor de play-offs, iets wat niet meer was gebeurd sinds 2008-2009. Echter werd coach Pascal Zegwaard ontslagen en de ploeg liet punten liggen. Uiteindelijk miste DOS'46 de play-offs.

### Fortuna
In maart 2019 werd bekend dat Visscher per 2020-2021 zou uitkomen voor Fortuna/Delta Logistiek.
In de competitie, die iets later startte, deed Fortuna goede zaken. Fortuna werd 1e in Poule B, waardoor het zich plaatste voor de play-offs. In de eerste play-off ronde versloeg Fortuna in 3 wedstrijden LDODK. In de tweede play-off ronde werd Koog Zaandijk in 3 wedstrijden verslagen, waardoor Fortuna zich voor het derde jaar op rij plaatste voor de zaalfinale. Net als in 2019 was PKC de tegenstander. Ondanks een sterke wedstrijd van Visscher (3 goals) verloor Fortuna de finale met 22-18.
In seizoen 2021-2022 deed Fortuna wederom goede zaken in de zaalcompetitie. De ploeg was versterkt met Mick Snel en Celeste Split en dat had positief effect op de ploeg. Gedurdende het reguliere seizoen verloor Fortuna slechts 1 wedstrijd en plaatste zich als nummer 1 voor de play-offs. In de play-offs trof Fortuna concurrent Koog Zaandijk, maar Fortuna won in 2 wedstrijden. Hierdoor plaatste Fortuna zich voor het 4e jaar op rij voor de zaalfinale. In de finale was PKC de tegenstander. In een Ahoy, waar weer publiek bij mocht zijn, werd het een spannende wedstrijd. Fortuna won de wedstrijd met 22-21, waardoor het weer Nederlands zaalkampioen was. Visscher speelde wederom een sterke finale, scoorde 5 goals en werd uitgeroepen tot Speler van de Wedstrijd.

### LDODK
In mei 2022 maakte Visscher bekend om na 2 jaar bij Fortuna te stoppen bij de club. Hij liet op 11 mei weten zich voor het volgende seizoen aan de sluiten bij het Friese LDODK.
Hierdoor kreeg LDODK een boost en stond het na de eerste competitiehelft al op play-off koers. Tijdens de competitie werd Visscher individueel nog in spotlight gezet, want hij werd in januari 2023 gekroond tot Sportman Van het Jaar uit de gemeente Meppel.
In de rest van seizoen 2022-2023 sloot de ploeg het seizoen sterk af. LDODK stond uiteindelijk na de reguliere competitie met 22 punten op de vierde plek, waardoor het zich nipt plaatste voor de play-offs. LDODK moest in de play-offs aantreden tegen het als nummer 1 geplaatste PKC. In de best-of-3 serie verloor LDODK in 2 wedstrijden, waardoor het seizoen in mineur eindigde.
Seizoen 2023-2024 werd voor LDODK een seizoen met twee gezichten. De ploeg was voor aanvang van het seizoen versterkt met international Terrenc Griemink en zo had de ploeg op papier een sterke selectie. Gedurende het zaalseizoen stond de ploeg met regelmaat op de eerste plek. Uiteindelijk haalde LDODK 27 punten uit 18 duels en op basis van onderling resultaat eindigde de ploeg 2e van de competitie. Hierdoor plaatste LDODK zich voor het tweede jaar op rij de play-offs. Tegenstander in de play-off serie was DVO. LDODK had thuisvoordeel in de play-off serie, maar dat bleek geen positief effect te hebben; LDODK verloor twee wedstrijden op rij en was zodoende uitgeschakeld in de race voor de zaalfinale. Na dit seizoen nam LDODK afscheid van spelers Erwin Zwart en Marjolijn Kroon.

## Erelijst
- Korfbal League kampioen, 1x (2022)
- Ereklasse veldkorfbal kampioen, 1x (2019)
- Supercup veld kampioen, 1x (2019)

## Oranje
Visscher speelde voor Jong Oranje (onder 19) waarmee hij goud won op het WK van 2014.
Vanaf 2017 is Visscher een speler van het grote Oranje. In dienst van het Nederlands korfbalteam won hij goud op de volgende toernooien:
- World Games 2017
- WK 2019
- EK 2021
- World Games 2022
- WK 2023
- EK 2024